# Шарл Гуно
Шарл Франсоа Гунò (на френски: Charles François Gounod) е френски композитор.

## Биография
Роден е на 17 юни 1818 г. в Париж, в семейството на художника Франсоа Луи Гуно и учителката по музика Виктория Гуно.
На 11-годишна възраст Шарл започва да учи в лицей, през което време пее в църковния хор, съчинява музика и изучава теорията на музиката. Интересите му към оперната музика се зараждат след като гледа представлението на операта „Дон Жуан“ от Моцарт.
През 1838 г. Гуно започва да следва в Парижката консерватория. Същевременно той твори симфонична музика. През 1839 г. получава Римската премия за кантатата си „Фернан“, което му дава възможност да се обучава 2 години в Италия и известно време във Виена и Германия. Остава обаче разочарован от съвременната италианска опера и затова концентрира творческите си сили върху старинна култова музика.
След завръщането си в Париж работи като църковен органист от 1843 до 1848 г. През същия период той създава само религиозна музика. В края на периода той дори посещава курс по богословие в семинарията и живее в манастир като послушник. Това е и период на вътрешни борби, като в края на краищата надделява желанието му да се посвети на светската музика.
В края на 40-те години на 19 век Гуно започва да пише оперна музика поради желанието си за постоянен контакт с публиката. През 1851 г. е премиерата на първата му опера – „Сафо“. 3 години по-късно е поставена втората му опера – „Кървавата монахиня“. Тези две опери не се радват на особен успех поради твърде мелодраматичния си стил и слабости в музикално отношение.
През 1852 г. Гуно става директор на парижкия Орфеон – обединение на хоровите общности. 50-те години в живота на композитора са години на психическа неустойчивост, връх на която е 1857 г., когато Гуно се лекува от психическо разстройство.
През 1858 г. започва нов възход за композитора с премиерата на следващата му опера – „Лекар по неволя“ (по Молиер), приета радушно в Париж. На следващата година е поставена най-известната му опера – „Фауст“ (по Гьоте). Още от премиерата операта е посрещната възторжено от публиката, осъзната е нейната новаторска същност. След 10 години операта влиза в репертоара на Гранд Опера, като диалозите се заменени с речитативи. В началото на 60-те години Гуно създава още три опери, а последното му непреходно художествено достижение е операта „Ромео и Жулиета“ (по Шекспир). Премиерата на тази опера е през 1867 г. и през следващите две години операта има 900 представления в различни оперни театри.
Следва 10-годишен неуспешен за композитора период, през който той създава няколко несполучливи опери. Тези неуспехи го принуждават през 1878 г. да обяви, че се оттегля от музикалния театър. През последните години от живота си той създава няколко значими оратории и се оттегля да живее в предградието на Париж Сен Клу, където умира на 10 октомври 1893 г.

## Избрани произведения
Опери
- Sapho (1851)
- La nonne sanglante (1854)
- Le médecin malgré lui (1858)
- Faust (1859)
- Philémon et Baucis (1860)
- La colombe (1860)
- La reine de Saba (1862)
- Mireille (1864)
- Roméo et Juliette (1867)
- Cinq Mars (1877)
- Polyeucte (1878)
- Le tribut de Zamora (1881)

Музика за театър
- Ulysse (1852)
- Le bourgeois gentilhomme (1852)
- Les deux reines (1872)
- Jeanne d’Arc (1873)
- Drames sacrés (1893)

Оратории и кантати
- Tobie. Малък ораториум (1854)
- Le temple de l’harmonie. Кантата (1862)
- A la frontière. Кантата (1870)
- Gallia: Lamentation. Мотет (1871)
- Jésus sur le lac de Tibériade. Scène biblique (1874)
- La rédemption (1882)
- Mors et vita (1885)